# Selección femenina de hockey sobre hierba de Irlanda
La selección femenina de hockey sobre césped de Irlanda es el equipo que representa a la isla de Irlanda (tanto la República de Irlanda como Irlanda del Norte) en las competiciones internacionales femeninas de hockey sobre césped.

Bandera de la Asociación de Hockey de Irlanda, usada por los equipos que representan a la isla, en reemplazo de las banderas de la República o de Irlanda del Norte.